# 巴基斯坦真熱帶鯰
巴基斯坦真熱帶鯰，為輻鰭魚綱鯰形目北非鯰科的其中一種，分布於亞洲巴基斯坦、印度、尼泊爾、孟加拉、緬甸、泰國的淡水流域，體長可達40.2公分，棲息在溪流、溝渠的底層水域，屬肉食性，以魚類、昆蟲等為食，生活習性不明，可作為食用魚及遊釣魚。

## 擴展閱讀
維基物種上的相關：巴基斯坦真熱帶鯰